# Volodymyr Bileka
Volodymyr Bileka, nacido el 6 de febrero de 1979 en Drohobytch (Ucrania), es un ciclista ucraniano ya retirado.

## Biografía
Volodymyr Bileka debutó como profesional en 2002 con el equipo Landbouwkrediet, al lado de Yaroslav Popovych, después se unió al conjunto Discovery Channel en 2005. Al final del 2007 este equipo desapareció por lo que se unió junto a Popovych al equipo belga Silence-Lotto.
En mayo presentó su dimisión a la dirección del equipo alegando razones personales. Esta salida pudo ser debido a un positivo por EPO en un control antidopaje  anunciado a finales del año por el que fue suspendido por dos años.
En junio del 2010 se unió al conjunto Amore & Vita-Conad.

## Palmarés
| 2001 - 1 etapa del Tour de Thuringe 2002 - Poreč Trophy 1 2005 - 3º en el Campeonato de Ucrania Contrarreloj | 2006 - 3º en el Campeonato de Ucrania Contrarreloj 2011 - Challenge du Prince-Trophée de l'Anniversaire - 2º en el Campeonato de Ucrania Contrarreloj |

## Resultados en las grandes vueltas
| Carrera         | 2002 | 2003 | 2004 | 2005 | 2006 | 2007 | 2008 | 2009 | 2010 | 2011 | 2012 |
| --------------- | ---- | ---- | ---- | ---- | ---- | ---- | ---- | ---- | ---- | ---- | ---- |
| Giro de Italia  | Ab.  | 58.º | 50.º | 91.º | -    | 49.º | -    | -    | -    | -    | -    |
| Tour de Francia | -    | -    | -    | -    | -    | -    | -    | -    | -    | -    | -    |
| Vuelta a España | -    | -    | -    | -    | -    | -    | -    | -    | -    | -    | -    |
| Mundial en Ruta | -    | -    | -    | -    | -    | -    | -    | -    | -    | -    | -    |

-: no participa

Ab.: abandono